# Митенино (Московская область)
Митенино — деревня в Наро-Фоминском районе Московской области, входит в состав сельского поселения Волчёнковское. Численность постоянного населения по Всероссийской переписи 2010 года — 10 человек, в деревне числятся 3 улицы. До 2006 года Митенино входило в состав Назарьевского сельского округа.
Деревня расположена в юго-западной части района, у истоков реки Бобровка (правый приток реки Ильятенки), примерно в 17 км к востоку от города Верея, недалеко от границы с Калужской областью, высота центра над уровнем моря 195 м. Ближайшие населённые пункты — Орешково в 0,5 км на северо-запад и Тишинка в 0,7 км на юго-запад.